# Контрада Сант'Амато (Кјети)
Контрада Сант'Амато (итал. Contrada Sant'Amato) је насеље у Италији у округу Кјети, региону Абруцо.
Према процени из 2011. у насељу је живело 35 становника. Насеље се налази на надморској висини од 244 м.